# Wettinia longipetala
Wettinia longipetala é uma espécie de angiosperma na família Arecaceae. É encontrada apenas no Peru.